# 한국의 북

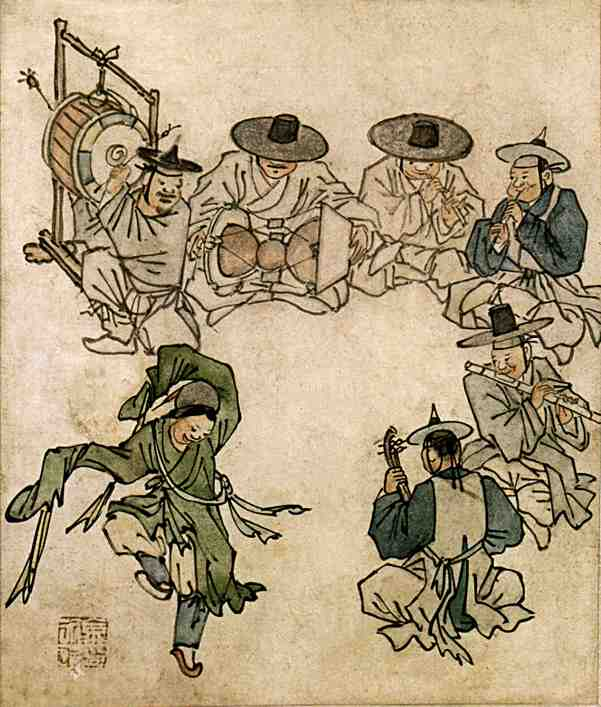
춤추는 소년(무동, 舞童) 그림에서 여러 종류의 한국 북이 묘사되어 있다.

한국의 북은 민속 음악에서부터 궁중 음악인 정악에 이르기까지 한국 전통 음악에서 중요한 역할을 한다. 다른 악기를 반주하거나 특별한 북 연주에 사용하기 위해 다양한 형태와 크기가 있다.
전통적인 한국 악기 분류에서 북은 혁부(革部) 또는 가죽으로 만든 악기와 함께 묶인다. 이 가죽 북의 주목할 만한 종류는 한국의 장구이다.

## 역사
조선 시대에는 장구, 좌고, 용고, 교방고, 진고, 절고, 노고 등 다양한 종류의 북이 궁중 음악에 사용되었다. 이 중 장구는 민속 음악에도 사용되었으며, 나중에는 한국 음악에서 가장 흔하게 사용되는 북이 되었다.

## 종류
- 북 - 민속 음악에 사용되는 양면 얕은 통북으로 채 하나 또는 한 손과 채 하나로 연주; 판소리, 풍물, 사물놀이에 다양한 종류의 북이 사용된다.
- 장구 또는 장고 (장고 또는 장구; 장고 또는 장고) - 일반적으로 채 하나와 한 손으로 연주하는 양면 모래시계 모양의 북
- 갈고 - 장구와 비슷하지만 채 두 개로 연주하고 북면이 더 얇은 양면 모래시계 모양의 북; 때로는 양고 또는 양장고라고도 불림; 현재는 일반적으로 사용되지 않음
- 진고 - 가장 큰 통북
- 절고 - 통북
- 좌고 - 나무틀에 놓인 통북
- 건고 - 거대한 통북
- 용고 - 북통에 용이 그려진 통북; 대취타에 사용된다.
- 응고 - 틀에 매달린 통북
- 삭고 - 나무틀에 매달린 긴 통북
- 소고 - 작은 손북
- 노고 - 막대에 꿰어진 두 개의 북 세트
- 노도 (악기) - 막대에 두 개의 작은 북이 달린 세트; 막대를 돌려 연주; 의식 음악에 사용된다.
- 영도 - 막대에 네 개의 북이 달린 세트; 막대를 돌려 연주; 의식 음악에 사용된다.
- 뇌도 - 틀에 매달린 여섯 개의 작은 북; 의식 음악에 사용된다.
- 뇌고 - 막대에 세 개의 작은 통북이 달린 세트; 막대를 돌려 연주; 의식 음악에 사용된다.
- 도 - 막대에 달린 단일 달랑쇠북

## 갤러리

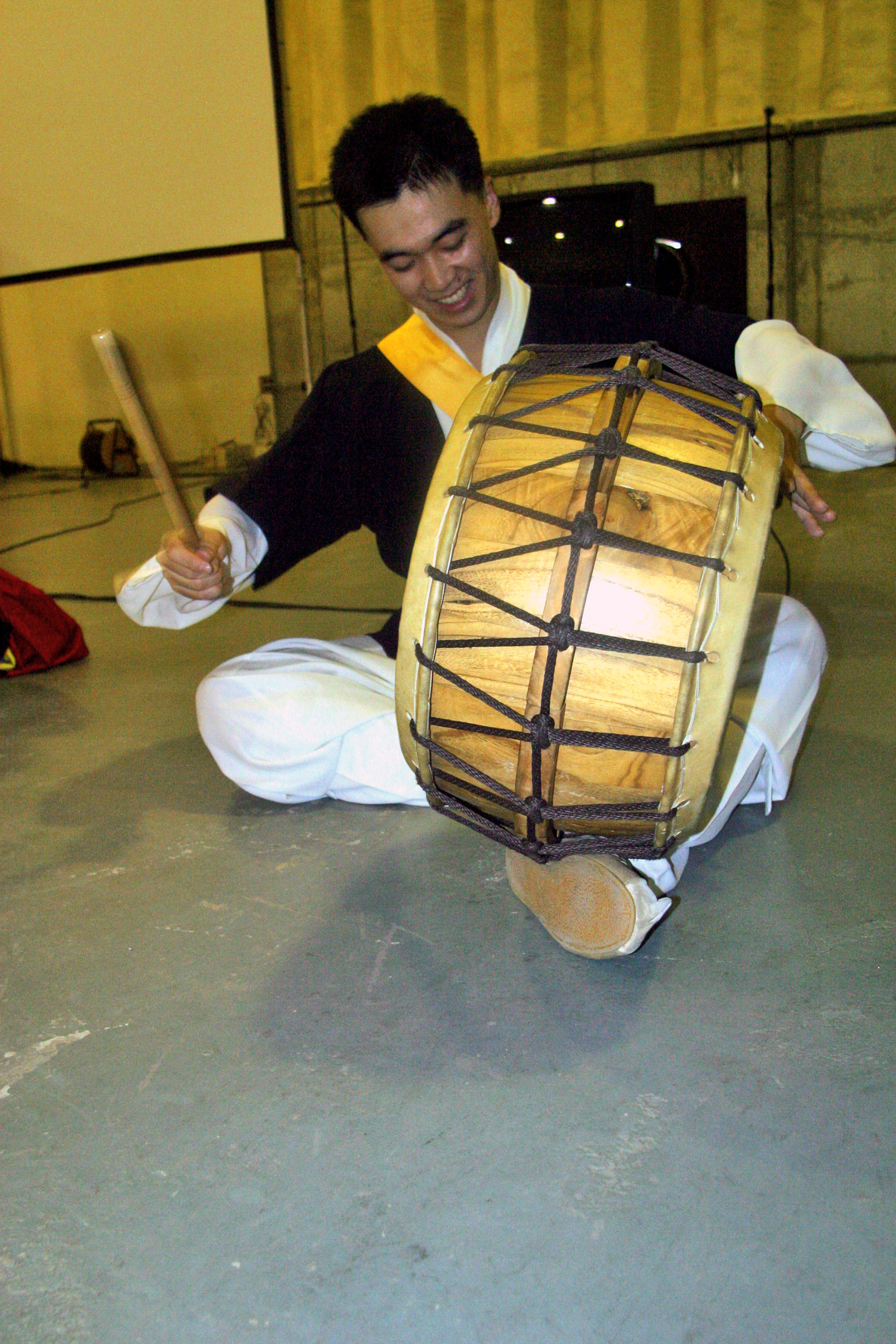
대한민국 공군 공군 병사가 풍물북을 연주하고 있다.
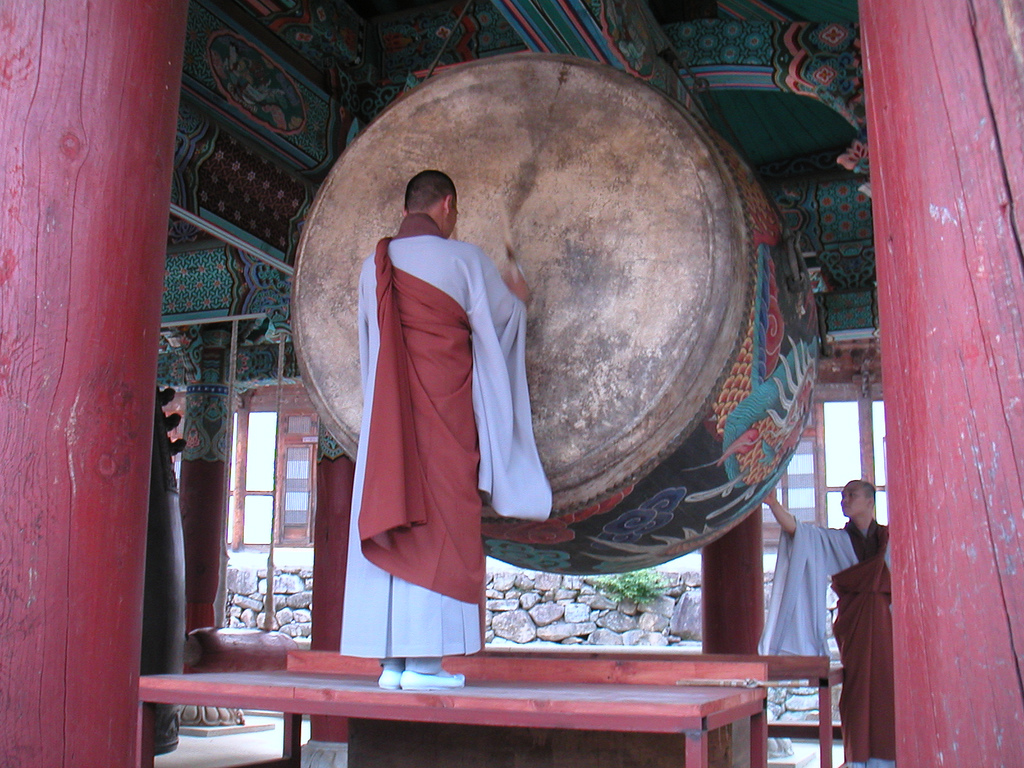
법고
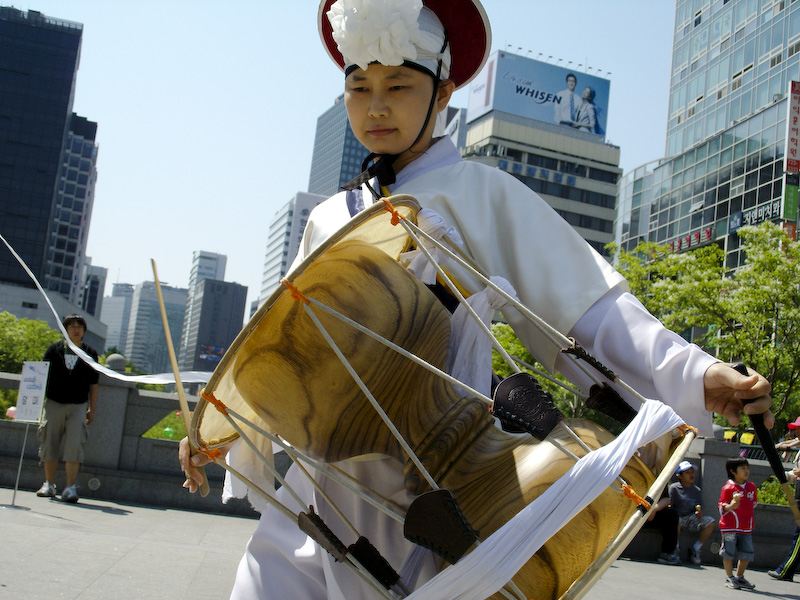
장구
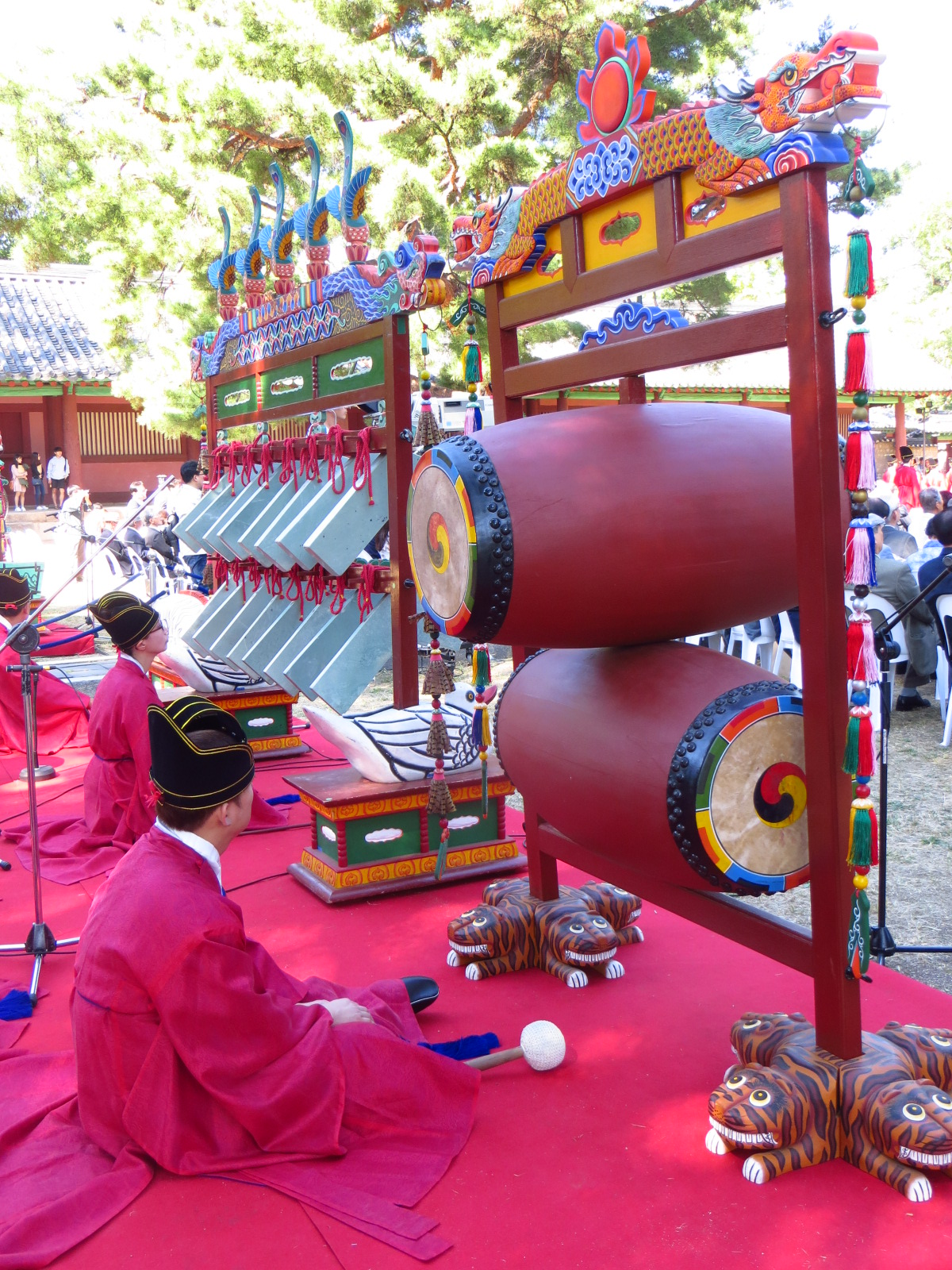
노고
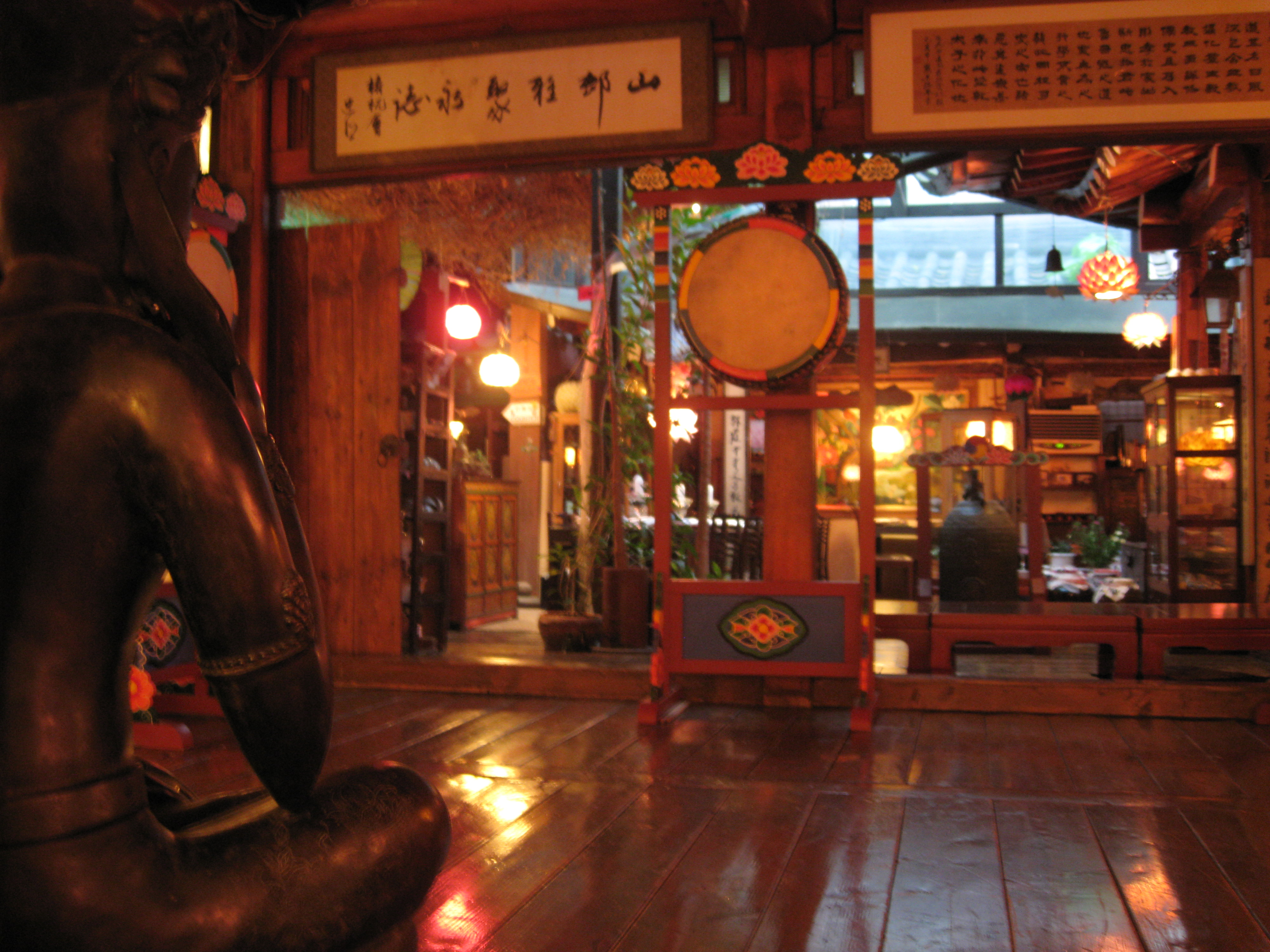

## 같이 보기
- 한국의 전통 악기

## 관련 문헌
- 삼국사기
- 고려사
- 수서 (역사서)
- 악학궤범